# Regla de inferencia
En lógica, una regla de inferencia, o regla de transformación es una forma lógica que consiste en una función que toma premisas, analiza su sintaxis, y devuelve una conclusión (o conclusiones). 
Por ejemplo, la regla de inferencia modus ponendo ponens toma dos premisas, uno en la forma «Si p, entonces q» y otra en la forma «p», y devuelve la conclusión «q». La regla es válida con respecto a la semántica de la lógica clásica (así como la semántica de muchas otras lógicas no clásicas), en el sentido de que si las premisas son verdaderas (bajo una interpretación), entonces también lo será la conclusión.
Por lo general, una regla de inferencia conserva la verdad, una propiedad semántica. En muchos valores lógicos, esta conserva una designación general. Pero la acción de la regla de inferencia es puramente sintáctica, y no es necesario preservar ninguna propiedad semántica: cualquier función de conjuntos de fórmulas cuenta como una regla de inferencia. 
Entonces, aunque la aplicación de una regla de inferencia es un procedimiento puramente sintáctico, debe preservar la validez. Para que el requisito de preservación de la validez tenga sentido, es necesaria una cierta forma semántica para las aserciones de las reglas de inferencia y las reglas de inferencia en sí mismas.
Las reglas significativas de inferencia en la lógica proposicional incluyen modus ponens, modus tollens y contraposición. La lógica de predicados de primer orden usa reglas de inferencia para liderar con cuantificadores lógicos.

## La forma estándar de reglas de inferencia
En lógica formal (y muchas áreas relacionadas), las reglas de inferencia suelen darse generalmente en la siguiente forma estándar:
  Premisa#1

  Premisa#2

        ...

  Premisa#n   

  Conclusión
Esta expresión indica que cada vez que en el curso se haya obtenido alguna derivación lógica a partir de las premisas dadas, la conclusión especificada puede darse también por sentado . El lenguaje formal exacto utilizado para describir tanto premisas como las conclusiones depende del contexto real de las derivaciones. En un caso sencillo, se puede utilizar fórmulas lógicas, tales como en:
{\displaystyle {\begin{array}{cl}&A\to B\\&A\\\hline \therefore &B\\\end{array}}}
Esta es la regla modus ponendo ponens de la lógica proposicional. Por lo general, las reglas de inferencia se formulan como esquemas empleando metavariables. En la regla (esquema), las metavariables A y B pueden crear instancias de cualquier elemento del universo (o, a veces, por convención, un subconjunto restringido como proposiciones) para formar un conjunto infinito de reglas de inferencia.
Un sistema de prueba está formado por un conjunto de reglas encadenadas entre sí para formar pruebas, también llamadas derivaciones. Cualquier derivación tiene una sola conclusión final, que es la declaración probada o derivada. Si las premisas quedan insatisfechas en la derivación, en consecuencia, la derivación es una prueba de una declaración hipotética: «si las premisas se mantienen, entonces la conclusión es válida».

## Ejemplo: Sistemas de Hilbert para dos  proposiciones lógicas
En un sistema de Hilbert, las premisas y la conclusión de las reglas de inferencia son simplemente fórmulas de algún lenguaje, usualmente empleando metavariables. Por compacidad gráfica de la presentación y haciendo hincapié en la distinción entre axiomas y reglas de inferencia, esta sección utiliza la notación secuente (⊢) en lugar de una presentación de reglas en forma vertical.
El lenguaje formal de la lógica proposicional clásica se puede expresar usando solamente la negación (¬), la implicación (→) y los símbolos proposicionales. Una axiomatización muy conocida, que comprende tres esquema del axioma y una regla de inferencia (modus ponendo ponens), es:
```
(CA1) ⊢ 
A
 → (
B
 → 
A
)

(CA2) ⊢ (
A
 → (
B
 → 
C
)) → ((
A
 → 
B
) → (
A
 → 
C
))

(CA3) ⊢ (¬
A
 → ¬
B
) → (
B
 → 
A
)

(MP)  
A
, 
A
 → 
B
 ⊢ 
B
```

Esta secuencia difiere de la lógica clásica por el cambio en axioma 2 y la adición de axioma 4. El teorema de la deducción clásico no se cumple en esta lógica; sí lo hace una forma modificada: A ⊢ B si y solo si ⊢ A → (A → B). Sin embargo, existe una distinción a destacar también en este caso: la primera notación describe una deducción, que es una actividad de pasar de sentencias a sentencias; mientras que A → B es simplemente una fórmula integrada con un conector lógico, en este caso implicación. Sin una regla de inferencia (en este caso como modus ponens), no hay ninguna deducción o inferencia. Este punto se ilustra en el diálogo de Lewis Carroll llamado «Lo que la tortuga dijo a Achilles».
En algunas lógicas no clásicas, no se cumple el teorema de deducción. Por ejemplo, la lógica trivalente Ł3 de Łukasiewicz puede ser axiomatizada como:
```
(CA1) ⊢ 
A
 → (
B
 → 
A
)

(LA2) ⊢ (
A
 → 
B
) → ((
B
 → 
C
) → (
A
 → 
C
))

(CA3) ⊢ (¬
A
 → ¬
B
) → (
B
 → 
A
)

(LA4) ⊢ ((
A
 → ¬
A
) → 
A
) → 
A

(MP)  
A
, 
A
 → 
B
 ⊢ 
B
```

Esta secuencia difiere de la lógica clásica por el cambio en axioma 2 y la adición de axioma 4. El teorema de deducción clásica no se cumple para esta lógica, sin embargo si lo hace una forma modificada , a saber, A ⊢ B si y solo si ⊢ A → (A → B).

## Admisibilidad y derivabilidad
En un conjunto de reglas, una regla de inferencia podría ser redundante en el sentido de que es admisible o derivable. Un  regla derivable es aquella cuya conclusión se puede derivar de sus premisas utilizando las demás reglas. Una regla admisible es aquella cuya conclusión mantiene siempre las premisas poseídas. Toda regla derivable es admisible. Para apreciar la diferencia, considerar el siguiente conjunto de reglas para definir los números naturales (sentencia {\displaystyle n\,\,{\mathsf {nat}}} afirma el hecho de que n es un número natural):
{\displaystyle {\begin{matrix}{\frac {}{\mathbf {0} \,\,{\mathsf {nat}}}}&{\frac {n\,\,{\mathsf {nat}}}{\mathbf {s(} n\mathbf {)} \,\,{\mathsf {nat}}}}\\\end{matrix}}}
La primera regla establece que 0 es un número natural, y el segundo afirman que s(n) es un número natural si n lo es. En este sistema de prueba, la siguiente regla, lo que demuestra que el segundo sucesor de un número natural es también un número natural, es derivable:
{\displaystyle {\frac {\mathbf {s(} n\mathbf {)} \,\,{\mathsf {nat}}}{n\,\,{\mathsf {nat}}}}}
Este es un hecho cierto de los números naturales, tal como puede ser probado por inducción. (Para probar que esta regla es admisible, asumir una derivación de la premisa e inducir en ella para producir una derivación de {\displaystyle n\,\,{\mathsf {nat}}}.) Sin embargo, no es derivable, porque depende de la estructura de la derivación de la premisa. Debido a esto, la derivabilidad es estable bajo las adiciones al sistema de prueba, mientras que la admisibilidad no lo es. Para ver la diferencia, supongamos que se añadiera la regla siguiente tonta al sistema de la prueba:
{\displaystyle {\frac {}{\mathbf {s(-3)} \,\,{\mathsf {nat}}}}}
En este nuevo sistema, la regla de doble sucesor sigue siendo derivable. Sin embargo, la regla para encontrar el predecesor ya no es admisible, porque no hay manera de derivar {\displaystyle \mathbf {-3} \,\,{\mathsf {nat}}}. La fragilidad de la admisibilidad proviene de la forma en que se prueba: ya que la prueba puede inducir en la estructura de las derivaciones de las premisas, las extensiones al sistema añaden nuevos casos de esta prueba, que ya no puede ser sostenida.
Las reglas admisibles pueden ser pensados como teoremas de un sistema de prueba. Por ejemplo, en un cálculo secuencial donde se mantiene el corte de eliminación, es admisible la regla de corte.

## Reglas recursivas
Por lo general, solo son importantes las reglas que sean recursivas; es decir, reglas para que no haya un procedimiento efectivo para determinar si cualquier fórmula dada es la conclusión de un determinado conjunto de fórmulas de acuerdo a la regla. Un ejemplo de una regla que no es efectiva en este sentido es la infinitista regla ω.